# Trebgaster Forst
Trebgaster Forst ist ein Waldgebiet und eine Gemarkung. Sie liegt teils im Gemeindegebiet von Trebgast, teils im Gemeindegebiet von Harsdorf im Landkreis Kulmbach (Oberfranken, Bayern). Die Gemarkung hat eine Fläche von 4,457 km² und ist in 7 Flurstücke aufgeteilt, die eine durchschnittliche Flurstücksfläche von 636.720,89 m² haben. Die Gemarkung besteht aus zwei nicht zusammenhängenden Gebieten. Benachbarte Gemarkungen sind Lindau im Südwesten, Leuchau im Westen, Kulmbacher Forst, Ködnitz und Trebgast im Norden, Muckenreuth und Harsdorf im Süden.